# Penas Air
Penas Air war eine indonesische Fluggesellschaft. Die Flotte bestand aus zwei Flugzeugen:
- 1 BAe 146
- 1 Fokker F-27